# 代数曲線

チルンハウスの三次曲線は三次の代数曲線である。

数学における代数曲線（だいすうきょくせん、英: algebraic curve）、特にユークリッド幾何学における平面代数曲線 (plane algebraic curve) は、ユークリッド平面内の点集合であって、各点が適当な二変数多項式函数の零点として与えられるものを言う。
- 例えば単位円は多項式 x2 + y2 − 1 の零点集合となる代数曲線である。

様々な技術的理由を考慮するならば、多項式の任意の複素零点をその曲線上の点とみなした方が都合がよい。同様に、代数曲線の概念も、定義多項式の係数や曲線上の点の座標が任意の体に属することも許すように一般化される。代数幾何学において、体 k 上で定義された平面アフィン代数曲線 (plane affine algebraic curve) とは、K を k の適当な代数閉拡大体として、適当な k-係数二元多項式の零点を座標に持つ K-平面 K2 内の点すべてからなる集合を言う。この曲線上の点で、k に座標を持つものは k-有理点 (k-point) と総称され、k-有理点の全体をこの曲線の k-成分 (k-part) と呼ぶ。
- 例えば、点 (2,√−3) は x2 + y2 − 1 = 0 で定義される曲線上の点であり、通常の単位円はこの曲線の実成分である。ここで、「単位円」というのは実点のみならず任意の複素点に関して言う（ふつうは正確な意味は文脈から明らかなはずである）。方程式 x2 + y2 + 1 = 0 は実成分が空となるような代数曲線を定義する。

より一般には、平面に含まれない（が、より高次の空間に含まれる）代数曲線というものも考えることができる。平面代数曲線ではない代数曲線は非平面的であると言う。もっとも簡単な非平面代数曲線は非平面三次曲線（三次撓線）である。射影空間に含まれる代数曲線というものも考えることができるし、もっと言えばどんなアフィン空間や射影空間へ埋め込まれるかというようなこととは独立した形で代数曲線を定義するさえこともできる。そうして代数曲線の最も一般の定義に達する:
「代数幾何学における代数曲線とは、一次元の代数多様体のことを言う。」

## ユークリッド幾何学において
ユークリッド平面内の代数曲線とは、二元多項式方程式 p(x, y) = 0 の解を座標に持つ点全体からなる集合を言う。「y が x の函数として陽 (explicit) に定義される」ときの函数のグラフとして曲線が得られる場合と対照して、この方程式はしばしばこの曲線の陰伏方程式（あるいはこの方程式がこの曲線を陰 (implicit) に定義する）といわれる（陰函数の項も参照）。
そのような陰伏的に与えられた曲線に対して、最初の問題は曲線の形を決定して曲線を描くことである。これらの問題は、さまざまな x に対して容易に計算できない y については、函数のグラフとして陽に得られる場合と比べて容易ではない。定義方程式が多項式であるという事実は、曲線がこれら問題を解決する手助けとなるある種の構造的性質を持つということを意味する。
任意の代数曲線は、有限個の滑らかで単調な弧（これをこの曲線の枝あるいは分枝 (branches) と呼ぶ）を適当な点（分点、あるいは「特徴点」("remarkable point") と呼ぶ）で結んだものに一意的に分解することができる。ここに、「単調で滑らかな弧」とは x-軸内の開区間上で定義された単調かつ滑らかな函数のグラフとなるものである。どちらの方向についても、弧は非有界（無限弧 (infinite arc)）となってもよいし、端点を持ってもよい（端点は特異点（後述）でもよいし、何れかの座標軸に平行となってもよい）。
例えば、チルンハウスの三次曲線は、原点 (0,0) を端点に持つふたつの無限弧を持つ。原点はこの曲線上の唯一の特異点である。さらに二つ、原点を一方の端点に持ち、他方の端点は水平接線を持つ点とする有限弧があり、さらに後二つ、水平接線を持つ点を片方の端点とし、曲線上の唯一垂直接線を持つ点をともにもう片方の端点とする有限弧を持つ。他方、正弦曲線は明らかに代数曲線ではなく、無限個の単調弧を持つ。
代数曲線を描くためには、分点および分点での接線、無限弧となる枝と（もしあれば）その漸近線、およびそれら枝の分点での繋がり方などを知ることが重要である。変曲点も特徴点として考えるのは有効である。これらすべての情報を紙面に描き連ねたとき、曲線の形状はふつうはかなりはっきり見えてくるはずである。もし不足があるのならば、さらにいくつか曲線よく表す点および接線を描き加える。
特徴点およびその接線の計算法は後述。

## 平面射影曲線
射影空間内の曲線を考える方が望ましいということはしばしばある。射影平面内の代数曲線、あるいは平面射影曲線とは、三変数斉次多項式 P(x, y, z) の零点を射影座標に持つ射影平面内の点全体の成す集合を言う。
方程式 p(x, y) = 0 の定める任意のアフィン代数曲線は、p の斉次化
{\displaystyle {}^{h}p(x,y,z)=z^{\deg(p)}p({\tfrac {x}{z}},{\tfrac {y}{z}})}
の定める方程式 hp(x, y, z) = 0 の定義する射影曲線に完備化することができる。逆に P(x, y, z) = 0 が射影曲線を定める斉次方程式ならば、P(x, y, 1) = 0 はこの射影曲線上の第三射影座標が零でないような点全体の成すアフィン曲線の方程式になる。これら二つの操作は互いに逆になっている。実際、hp(x, y, 1) = p(x, y) であり、また p が p(x, y) = P(x, y, 1) で定義されるものとすれば hp(x, y, z) = P(x, y, z) が P が z で割り切れない限り直ちに得られる。
- 例えば、方程式 x2 + y2 − z2 = 0 の定める射影曲線は単位円の方程式 x2 + y2 − 1 = 0 の射影完備化である。

これにより、アフィン曲線とその射影完備化は同じもの（より精確には、アフィン曲線は射影曲線の中で「完全な」曲線を定めるに十分大きな部分を成している）と看做すことができる。このような観点は、射影完備化の中でアフィン部分に属さない（有限個の）点をアフィン曲線に関する「無限遠点」と呼ぶことによって広く言い表される。
射影曲線はそれ自身しばしば研究の対象となるが、アフィン曲線の研究にも有用である。例えば、p(x, y) がアフィン曲線を定義する多項式ならば、偏微分 p'x, p'y を持つが、そのほかに無限遠における微分 (derivative at infinity)
{\displaystyle p'_{\infty }(x,y)={}^{h}p'_{z}(x,y,1)}
を考えることは有用である。例えば、方程式 p(x, y) = 0 のアフィン曲線の点 (a, b) における接線の方程式は
{\displaystyle xp'_{x}(a,b)+yp'_{y}(a,b)+p'_{\infty }(a,b)=0}
で与えられる。

## 平面曲線の特徴点
本節では、二元多項式 p(x, y) の定める平面代数曲線と、p の斉次化多項式 P(x, y, z) = hp(x, y) の定める射影完備化を考える。

### 直線との交点
曲線に対して、与えられた直線との交点を知ることはしばしば有効である。座標軸との交点や漸近線との交点は曲線を描くために利用できる。軸に平行な直線との交点を考えれば、曲線の各枝に少なくとも一点を求めることができる。効果的な求根アルゴリズムが利用できるならば、x-軸上の各画素を通り y-軸に平行な任意の直線との交点をプロットすることで曲線を描きだすことが可能になる。
曲線の定義多項式が次数 d ならば、任意の直線は高々 d 個の点において曲線を横切る。 ベズーの定理は、代数閉体（例えば複素数体）上の射影平面の点について調べる限りにおいて、重複度を込めて数えれば、この数がちょうど d 個であることを主張する。以下に述べる計算法はこの単純な場合においてこの定理を再び証明するものである。
多項式 p の定義する曲線と、直線 ax+by+c = 0 との交点を計算するために、直線の方程式を x に関して（a = 0 のときは y について）解く。それを p に代入すれば、一元方程式 q(y) = 0（直線を y について解いたときは q(x) = 0）を得て、その根は交点の座標の一つを与える。他の座標の値は直線の方程式から求められる。交点の重複度は、対応する根の重複度である。q の次数が p の次数より低いならば、無限遠点において交点が存在し、そのような無限遠点の重複度は次数の差 p − q で与えられる。

### 各点の接線
曲線上の各点 (a, b) における接線は、陰伏的に定義された任意の可微分曲線に対すると同様に、方程式 (x − a)p'x(a, b) + (y − b)p'y(a, b) = 0 の定める直線である。多項式の場合には、より単純な定数項を持ち、より対称性の高い形の接線の公式
{\displaystyle xp'_{x}(a,b)+yp'_{y}(a,b)+p'_{\infty }(a,b)=0}
が存在する。ただし、p'∞(x, y) = P'z(x, y, 1) は無限遠における微分である。これら二つの方程式の同値性はオイラーの斉次函数定理を P に適用した結果である。
- p'x(a, b) = p'y(a, b) = 0 ならば接線は存在せず、その点は特異点となる。

これは直ちに射影曲線の場合にも拡張できる。方程式 P(x, y, z) = 0 の定める射影曲線の、射影座標 (a:b:c) の点における接線の方程式は
{\displaystyle xP'_{x}(a,b,c)+yP'_{y}(a,b,c)+zP'_{z}(a,b,c)=0}
で与えられ、この曲線上の特異点は
{\displaystyle P'_{x}(a,b,c)=P'_{y}(a,b,c)=P'_{z}(a,b,c)=0}
で与えられる（条件 P(a, b, c) = 0 は、これらの条件から、オイラーの斉次函数定理により得られる）。

### 漸近線
代数曲線の各無限枝はその曲線の無限遠点（つまり、その射影完備化の点でアフィン部分に属さない点）に対応する。そして対応する漸近線はその無限遠点における曲線の接線である。接線に対する一般式を射影曲線に適用することはできるが、今の場合は陽には意味を成さない。
曲線の定義多項式の斉次成分への分解を p = pd + … + p0（各 pi は次数 i の単項式の和）と書けば、
{\displaystyle P={}^{h}p=p_{d}+zp_{d-1}+\cdots +z^{d}p_{0},}
および
{\displaystyle P'_{z}(a,b,0)=p_{d-1}(a,b)}
である。この曲線の無限遠点は p の (a, b, 0) の形の零点である。あるいは同じことだが、(a, b) が pd の零点である。代数学の基本定理によれば、代数閉体（典型的には複素数体）上では、pd は一次式の積に分解される。各一次の因子は曲線の無限遠点を定義する（bx − ay をそのような因子とすれば、それは無限遠点 ((a, b, 0) を定義する）。実数体上では、pd は一次式と二次式からなる積に分解される。既約な二次の因子は非実無限遠点を定義し、一次の因子は実点を定義する。点 (a, b, 0) が曲線の無限遠点であることを、(a, b) は漸近方向であると言い表す。q = pd と置くと、対応する漸近線の方程式は
{\displaystyle xq'_{x}(a,b)+yq'_{y}(a,b)+p_{d-1}(a,b)=0}
となる。q'x(a, b) = q'y(a, b) = 0 かつ pd−1(a, b) ≠ 0 ならば漸近線は無限遠直線であり、実係数の場合には曲線は放物線のように見える枝を持つ。このことを曲線は「放物的な分枝を持つ」と言い表す。
{\displaystyle q'_{x}(a,b)=q'_{y}(a,b)=p_{d-1}(a,b)=0}
ならば、曲線は無限遠に特異点を持ち、複数の漸近線を持ち得る。これらは特異点の接錐の計算法によって計算することができる。

### 特異点
次数 d の多項式 p(x,y) の定義する次数 d の曲線の特異点の全体は、連立方程式
{\displaystyle p'_{x}(x,y)=p'_{y}(x,y)=p(x,y)=0}
の解の全体である。標数 0 の場合、この方程式系は
{\displaystyle p'_{x}(x,y)=p'_{y}(x,y)=p'_{\infty }(x,y)=0}
に同値である。ただし、先の節の記号に従い p'∞(x, y) = P'z(x, y, 1) である。これらの方程式系の同値性はオイラーの斉次函数定理による。後者の連立方程式では、三つ目の多項式の次数が d ではなく d − 1 である点で有利である。
同様に、次数 d の斉次多項式 P(x,y,z) の定義する射影曲線に対し、その特異点は、連立方程式
{\displaystyle P'_{x}(x,y,z)=P'_{y}(x,y,z)=P'_{z}(x,y,z)=0}
の斉次座標に関する意味での解である（正標数の場合には、方程式 P(x, y, z) = 0 も系に加える）。
ここから、p(x,y) あるいは P(x,y,z) が平方因子を持たない 限りにおいて特異点が有限個であることが導かれる。ゆえにベズーの定理により特異点の個数が高々 (d − 1)2 となることが従うが、上記の連立方程式は過剰決定系であるから、この上界はぎりぎりの評価（上限）ではない。可約多項式も許すならば、上限は d(d − 1)/2 であり、この値が達成されるのは多項式因子が一次式となるとき、すなわち曲線が d 本の直線の合併となるときである。既約曲線および既約多項式に対しては、特異点の数は高々 (d − 1)(d − 2)/2 である。これは種数を特異点の言葉で表す公式（後述）による。最大値は、種数 0 の曲線で全ての特異点が重複度 2 かつ接線が相異なるようなものによって達成される。
特異点における接線の方程式は、その特異点における定義多項式のテイラー級数の次数最小の非零斉次成分によって与えられる。特異点を座標系の原点に取り直すとき、その特異点における接線の方程式は、従って定義多項式の次数最小の非零斉次成分で与えられ、この斉次成分の次数が特異点の重複度になる。

## 非平面代数曲線
「代数曲線は一次元の代数多様体である」というのは、n-次元アフィン空間内のアフィン曲線が少なくとも n − 1 本の n-変数多項式によって定義されることを含意する。曲線が定まるためにはそれらの多項式がクルル次元 1 の素イデアルを生成しなければならない。この条件を実際の場面において確かめるのは容易ではない。そこで以下のように非平面曲線を表現する方法はしばしば有効である。
f, g0; g3, …, gn は n − 1 本の二変数 x1, x2 に関する多項式で f は既約とする。n-次元アフィン空間内の点でその座標が以下の等式および非等式
{\displaystyle {\begin{aligned}&f(x_{1},x_{2})=0,\quad g_{0}(x_{1},x_{2})\neq 0;\\&x_{3}={\frac {g_{3}(x_{1},x_{2})}{g_{0}(x_{1},x_{2})}},\ldots ,x_{n}={\frac {g_{n}(x_{1},x_{2})}{g_{0}(x_{1},x_{2})}}\end{aligned}}}
を満足するものの全体は、適当な代数曲線の有限個の例外を除く全ての点を表す。この曲線は、適当な整数 k をとれば g k
0 h が f, x3g0 − g3, …, xng0 − gn の生成するイデアルに入るような多項式 h たちの成すイデアルの生成系によって定義される。この表現は f が定義する平面曲線と曲線の間の有理同値である。任意の代数曲線をこの方法で表現できるが、最初の二つの変数への射影がほとんど常に一対一 (injective) であるようにするために一次の変数変換が必要となることもある。変数変換が必要となるとき、それが無限体上定義されている限り直ちに、ほとんど全ての変換が有効である。
この表現により、非平面代数曲線の任意の性質（例えばそれを図示することなど）を、その平面射影に対する対応する性質から容易に演繹することが可能となる。
陰伏方程式によって定義される曲線に対する上記の表示は、最小の変数ブロックが (x1, x2) となる消去順序に対するグレブナー基底から容易に演繹できる。まず、多項式 f はこの基底の中で x1, x2 のみに依存する唯一の多項式である。i = 3, …, n に対して、函数 gi/g0 はこの基底の xi に関して一次かつ x1, x2, xi のみに依存する多項式を選ぶことで得られる。そのようなものが選べない場合というのは、その方程式が代数多様体ではない代数的集合 を定めているか、代数多様体を定めるが一次元でない場合か、座標を取り直す必要があるかの何れかである。この最後の場合というのは、f が一意に存在して、i = 3, …, n に対して先頭単項式が x1, x2, xi のみに依存する単項式が取れるときに起きる。

## 代数函数体
代数曲線の研究は既約代数曲線（より小さな曲線の合併として表すことができない曲線）の研究に還元される。双有理同値の違いを除いて、体 F 上の既約曲線全体の成す圏は F 上の一変数代数函数体全体の成す圏に圏同値である。そのような代数函数体は、F 上超越的な元 x を含む F の拡大体 K であって、x を不定元とする F 上の有理函数体 F(x) の有限次代数拡大となっているようなものである。
例えば、複素数体 C を考えると、その上に C-係数有理函数体 C(x) が定義できる。y2 = x3 − x − 1 とすれば、体 C(x, y) は楕円函数体である。元 x は一意に決まるものではなく、例えばいま挙げた例を C(y) の拡大体と看做すことも可能である。この函数体に対応する代数曲線は、単純に y2 = x3 − x − 1 を満たす点 (x, y) ∈ C2 全体の成す集合である。
F が代数閉体でない場合には、函数体を考える視点のほうが点の軌跡を考える視点よりも少しだけ一般である（これは例えば、点が一つも載っていない「曲線」なども考えるからである）。例えば、係数体 F が実数体 R であるとき、x2 + y2 = −1 は R(x) の代数拡大体を定義するが、対応する曲線は R2 の部分集合と見れば点を持たない。方程式 x2 + y2 = −1 は、スキームの意味での R 上の既約代数曲線（R 上有限型の、整かつ分離的な一次元スキーム）を定義する。この意味において、F 上の既約代数曲線の全体（を双有理同値で割ったもの）と F 上の一変数代数函数体の全体との間の一対一対応は、一般に成立する。 
曲線としては同型でない二つの曲線が双有理同値となる（つまり同型な函数体を持つ）ことが起こり得る。この状況は非特異（つまり如何なる特異点も持たない）曲線を扱うときには簡単になる。すなわち、体上の二つの非特異射影曲線が同型となるための必要十分条件は、それらの函数体が同型となることである。
曾の定理は代数閉体上の代数曲線の函数体に関するものである。

## 複素曲線と実曲面
複素射影代数曲面が存在する n-次元複素射影空間 CPn は、（複素次元は n だが）実多様体として位相次元 2n のコンパクト連結かつ向き付け可能な多様体である。複素代数曲線も同様に位相次元は 2、つまり曲面になる。 
この曲面の位相的種数（つまりハンドル体やドーナツ穴の数）は、代数曲線の幾何種数に等しく、代数的な意味で計算することができる。要するに、次数 d の非特異曲線の平面射影を考えるとき、常特異点（相異なる接線を持つ重複度 2 の特異点）しか持たないならば、その種数は (d − 1)(d − 2)/2 − k となる。ただし、k はそのような特異点の数とする。

### コンパクトリーマン面
リーマン面とは複素一次元の連結な複素解析的多様体のことであり、これを連結な実二次元多様体と看做すことができる。リーマン面がコンパクトであるとは、それが位相空間としてコンパクトとなるときに言う。
C 上の非特異既約射影代数曲線の全体が（定数でない正則写像を射として）成す圏、コンパクトリーマン面の全体が（定数でない正則写像を射として）成す圏、C 上の一変数代数函数体の全体（が C を固定する体準同型を射として）成す圏の反対圏の三者の間には圏同値が存在する。これは、この三つの主題を研究するにあたって、そのうちの一つについて知ることはほかの二つにおいても同じであることを意味する。これにより、代数幾何学において複素解析的手法を用いたり、複素解析において代数幾何学的手法を用いたり、両方において体論的手法を用いたりすることができるようになる。これは代数幾何学におけるかなり広範なクラスの問題の持つ特徴である。

## 特異点
内在的な接空間の概念を用いて、代数曲線上の点 P を非特異（滑らか）か特異かに分類することができる。n − 1 本の n + 1 変数多項式が与えられたとき、全ての偏微分からなる (n − 1)×(n + 1) 行列としてヤコビ行列を得ることができる。この行列の階数が n − 1 ならば、これら多項式は代数曲線を定義する（さもなくばより高次元の代数多様体を定義する）。このヤコビ行列を曲線上の点 P において評価したものがやはり階数 n − 1 となるならば、その点 P は滑らかあるいは正則点であるといい、さもなくば P は特異あるいは臨界点と呼ぶ。特に、考える曲線が一本の斉次多項式方程式 f(x,y,z) = 0 で定義された平面射影代数曲線のとき、その特異点とは 1×(n + 1) ヤコビ行列の階数が零、すなわち
{\displaystyle {\frac {\partial f}{\partial x}}(P)={\frac {\partial f}{\partial y}}(P)={\frac {\partial f}{\partial z}}(P)=0}
を満たす点 P のことに他ならない。f は多項式であるから、この定義は純代数的であり、体 F の持つ特性については何も仮定する必要はない（特に F が実数体や複素数体である必要はない）。もちろん、点 (0, 0, 0) はこの曲線上の点ではなく、したがって特異点でもないことを断っておく。
同様に、一つの多項式方程式 f(x, y) = 0 で定義されたアフィン代数曲線に対して、その特異点はちょうど 1 × n ヤコビ行列の階数が零、すなわち
{\displaystyle f(P)={\frac {\partial f}{\partial x}}(P)={\frac {\partial f}{\partial y}}(P)=0}
を満たす点 P で与えられる。曲線の特異点は双有理不変ではないが、曲線の特異点の位置を特定して分類することは、双有理不変量である幾何種数を計算する一つの方法である。これをうまく行うには、曲線を射影的に考え、曲線に属する全ての特異点が考慮されるために F が代数閉体であることを仮定しなければならない。 

### 特異点の分類

曲線 x = y

特異点には、曲線がそこで自己交叉を持つ多重点や、例えば方程式 x3 = y2 の表す曲線の (0, 0) に見るような様々な種類の尖点がある。
曲線 C は高々有限個の特異点を持つ。特異点の数が零ならば、曲線は滑らかあるいは非特異であると言う。一般的には、この定義は代数閉体上で C が射影空間にあるとき（つまり、代数幾何学的な意味で「完備」のとき）にいうものと理解される。例えば、方程式 y − x3 = 0 の定める曲線は特異曲線で、無限遠点に特異点（尖点）を持つものと考える。
特異点は幾つかの不変性の意味で分類される。多重点 P の重複度 m は、P において f の m − 1 階までの微分係数がすべて消えているような最大の整数として定義される（曲線の、P における直線との間の交点数の最小値としても定義できる）。直観的に、特異点がデルタ不変量 δ を持つのは、それが P において δ 個の常二重点が寄り集まったときに起きる。これをより精確にするには、ブローアップの過程を施していわゆる無限に近い点を作り出し、各無限に近い点の重複度を m とするときの m(m − 1)/2 を全ての無限に近い点に関して足し上げたものが δ である。既約かつ被約曲線および点 P に対して、δ を {\displaystyle {\widetilde {\mathcal {O}}}_{P}/{\mathcal {O}}_{P}} の長さとして代数的に定義することができる。ただし、{\displaystyle {\mathcal {O}}_{P}} は P における局所環であり、{\displaystyle {\widetilde {\mathcal {O}}}_{P}} はその整閉包である。
特異点のミルナー数 μ は半径 ε の小球上で定義された写像 grad f(x,y)/|grad f(x,y)| の写像度（連続写像の位相的な写像度）に一致する。ここに grad f は f の（複素）勾配ベクトル場である。ミルナー–ユングの公式:
μ = 2δ − r + 1
は μ と δ および r を結びつける。ここに点 P における分岐数 r は、P における局所既約な分子の数を言う。例えば、常尖点において r = 1 であり常二重点において r = 2 である。m が必ず r 以上であり、P が特異であるための必要十分条件が m が 2 以上となること、さらに言えば δ は m(m - 1)/2 以上であることを注意しておく。
全ての特異点におけるデルタ不変量を計算することで、曲線の種数 g を決定することができる。すなわち、曲線の次数を d とすれば
{\displaystyle g={\frac {1}{2}}(d-1)(d-2)-\sum _{P}\delta _{P}}
が成り立つ。ここに和は平面複素射影曲線の特異点 P すべてに亙ってとる。これを種数公式という。
特異点に不変量 [m, δ, r]（m: 重複度、δ: デルタ不変量、r: 分岐数）を割り当てるものとすると、常尖点は不変量 [2,1,1] を持つ点であり、常二重点は不変量 [2,1,2] を持つ点であり、常 m-重点は不変量 [m, m(m−1)/2, m] を持つ点である。

## 曲線の例

### 有理曲線
有理曲線（一筆書き曲線とも言う）は直線に双有理同値な任意の曲線の総称である（ここに直線は射影直線の意味にとるものとする）。従って、この曲線の函数体を一変数有理函数体 F(x) と同一視することができる。F が代数閉体ならば、これは種数 0 の曲線に同値である。しかし、実代数多様体 x2 + y2 = −1 上で定義された実代数函数全体の成す体は、種数 0 の体ではあるが、有理函数体でない。 
逆に任意の体 F 上の種数0の曲線は、その体上に一点でも点をもつならば射影直線 P1(F) に双有理同値である。実際、代数曲線 C の因子 D に対し、曲線上の有理関数 f で {\displaystyle (f)+D\geq 0} となるもの全体のなすベクトル空間の次元を {\displaystyle l(D)} とかくと代数曲線に対するリーマン–ロッホの定理より l(D)=deg(D)+1 がつねに成り立つ。特に任意の点 P に対し l(P)=2 であるから
{\displaystyle (f)+(P)\geq 0} となる、定数関数でない有理関数 f が存在する。f は P で位数1の極をもち、それ以外の極をもたない。よって任意の定数 c に対し f-c も P で位数1の極をもち、それ以外の極を持たないので、 f-c はただ一つの零点を持つ。よって f は無限大を含むすべての値を一度ずつとるので、f は C と射影直線の1対1対応を与える。
具体的に、F 上 n 次元の有理曲線は、一つの助変数 t によって定義された n 本の有理函数からなるという意味において、（孤立した例外点を除いて）パラメータ付けすることができる。分母を払って、これらの有理函数を射影空間内の n + 1 本の多項式函数にすることができる。一つの例が有理正規曲線である。
F 上定義された F-有理点を持つ任意の円錐曲線は有理曲線である。これは有理点を通る傾き t の直線を描くことによりパラメータ付けすることができ、交線は平面二次曲線になる。これは F-有理係数の多項式と一つの F-有理根をあたえるから、ほかの根もまた F-有理根（つまり F に属する）である。

x + xy + y = 1

例えば、楕円 x2 + xy + y2 = 1 は (−1, 0) を有理点に持つ。(−1,0) から傾き t の直線 y = t(x + 1) を描いて、楕円の方程式に代入し、因数分解して x について解けば
{\displaystyle x={\frac {1-t^{2}}{1+t+t^{2}}}}
を得る。従って方程式から y は
{\displaystyle y=t(x+1)={\frac {t(t+2)}{1+t+t^{2}}}}
と書けて、これらがこの楕円の有理媒介変数表示を定めるから、この楕円が有理曲線であることが示された。これによりこの楕円上の全ての点が、t = ∞ に対応する点 (−1,1) を除いて与えられる。従って、曲線全体は実射影直線によってパラメータ付けられている。
このような有理媒介変数表示は、初めの方の射影座標はこの媒介変数表示の分子と等しいと置き、最後の座標は表示の共通分母ととることにより射影空間内で考えることができる。この助変数が射影直線上定義されているのと同じく、この助変数に関する各多項式も斉次化を考えるべきである。つまり、例えば上記の楕円に関する射影的媒介元数表示は
{\displaystyle X=U^{2}-T^{2},\quad Y=T\,(T+2\,U),\quad Z=T^{2}+TU+U^{2}}
となる。これら方程式から T と U を消去すれば、楕円の射影的方程式
{\displaystyle X^{2}+X\,Y+Y^{2}=Z^{2}}
が回復される（この式自体は上記の楕円の方程式を斉次化すれば直接に得られる）。
曲線の一覧に挙げられている多くの曲線が有理曲線であり、したがって同様の有理媒介変数表示を持つ。

### 楕円曲線
楕円曲線を有理点を持つ種数 1 の任意の曲線として定義することができる。よく用いられるモデルは非特異平面三次曲線で、これは種数 1 の任意の曲線のモデルとして十分である。
種数1の曲線 E の任意の体 F 上の点 P に対し、上と同様に代数曲線に対するリーマン–ロッホの定理より、n > 0 ならば l(nP) = n が成り立つ。よって {\displaystyle (X)+2(P)=0,(Y)+3(P)=0} となる有理関数 X, Y がとれる。このとき7つの有理関数 {\displaystyle 1,X,Y,X^{2},XY,Y^{2},X^{3}} はいずれも P において高々位数6の極をもち、その他の極をもたないから L(6P) に属する。しかし l(6P)=6 であるから、これらの7つの有理関数は線型従属である。したがって
{\displaystyle bY^{2}+b_{1}XY+b_{3}Y=b_{0}X^{3}+b_{2}X^{2}+b_{4}X+b_{6}}
となる {\displaystyle b,b_{0},b_{1},\ldots ,b_{6}} が存在する。ここで b, b0 のどちらかが0ならばこれは有理曲線を表すから、 b, b0 はいずれも0ではない。よって X を何倍かしてテイト–ヴァイアシュトラス形
{\displaystyle Y^{2}+a_{1}XY+a_{3}Y=X^{3}+a_{2}X^{2}+a_{4}X+a_{6}}
を得る。{\displaystyle Y=y/z,X=x/z} とおくことで射影的に
{\displaystyle y^{2}z+a_{1}xyz+a_{3}yz^{2}=x^{3}+a_{2}x^{2}z+a_{4}xz^{2}+a_{6}z^{3}}
とあらわすことができる。
したがって、種数1の曲線は体 F 上に一点でも点をもつならば、 F 上、平面3次曲線に双有理同値であり、このモデルにおいて、共通して識別点 (distinguished point) を無限遠にある変曲点にとることができる。
楕円曲線には、識別点を群演算の単位元とするアーベル群の構造を入れることができる。平面三次曲線モデルにおいて、この群構造に関する意味での三点の和が零となるための必要十分条件は、それら三点が共線である（つまり同一直線上にある）ことである。複素数体上定義された楕円曲線に対して、この群は複素数平面を対応する楕円函数の周期格子で割った加法群に同型になる。
二つの二次曲面の交わりは、一般に種数 1 かつ次数 4 の非特異曲線、従ってそれが有理点を持つとき楕円曲線となる。特別の場合には、交線は有理特異四次曲線にもなり得るし、必ずしも相異ならないより小さい次数の曲線（三次曲線と直線、二つの円錐曲線、円錐曲線と二つの直線、四つの直線）に分解されることもある。

### 種数 1 より大きな曲線
1 より大きな種数を持つ曲線は有理曲線とも楕円曲線とも著しく異なる。有理数体上定義されたそのような曲線は、ファルティングスの定理により有理点を有限個しか持たず、またそのような曲線は双曲幾何構造を持つものと見ることができる。例として、超楕円曲線、クラインの四次曲線、フェルマー曲線 xn + yn = zn (n ≥ 3) などが挙げられる。

### 古典代数幾何学
- 曲線
- 曲線の一覧（英語版）
- 曲線の概形の決定（英語版）（曲線追跡）
- クラインの四次曲線（英語版）
- 結節点 (曲線の特異点)（英語版）
- 孤立点 (曲線の特異点)（英語版）
- 代数曲線に関するクラメルの定理（英語版）
- 超楕円曲線
- ヒルベルト第十六問題（英語版）
- 平面三次曲線
- ベズーの定理
- ヤコビ多様体

### 現代代数幾何学
- ウェーバーの定理（英語版）
- 円錐曲線
- 函数体 (スキーム論)
- 種数
- 双有理幾何学
- 代数曲線に対するリーマン–ロッホの定理
- 代数多様体の函数体
- 楕円曲線
- 多項式レムニスケート（英語版）（多項式等位線）
- 平面四次曲線（英語版）
- 分数イデアル
- 有理正規曲線（英語版）

### リーマン面の幾何学
- リーマン・フルヴィッツの公式
- リーマン面
- リーマン面に対するリーマン–ロッホの定理